# Darker
Darker (Darker: Fifty Shades Darker As Told by Christian) è un romanzo scritto da E. L. James, quinto e penultimo della saga Cinquanta sfumature. Esso ripercorre le stesse vicende raccontate in Cinquanta sfumature di nero dal punto di vista del protagonista maschile, Christian Grey.

## Trama
Il miliardario Christian Grey, appassionato di pratiche BDSM cerca di riallacciare un rapporto con la giovane stagista Ana Steele, che lo aveva lasciato alla fine del precedente romanzo. Tuttavia, vari ostacoli si pongono sulla sua strada, a partire dalle seduttrici Elena e Leila, e dall'arrogante e possessivo editore Jack Hyde, mentre nella sua mente riaffiorano gli orribili ricordi degli abusi compiuti dal padre violento e misogino su di lui e sulla madre, che lo hanno segnato a vita.

## Sviluppo
La James ha iniziato la stesura di una nuova serie raccontata dalla prospettiva del protagonista maschile dopo aver contribuito allo sviluppo dei film.